# Gelifluctie
Gelifluctie (gevormd uit de Latijnse woorden gelum (ijs) en fluctere (stromen)) is een proces dat optreedt in arctische of peri-glaciale gebieden. Het bodemwater is hier tot grote diepte bevroren (permafrost). 
In de lente ontdooit de bovenste laag en smelt het op de bodem liggende sneeuw- en ijspakket. Omdat het vrijkomende water niet in de bevroren ondergrond kan doordringen, zal de papperige massa van bodemmateriaal, water, sneeuw en ijs al bij een geringe helling (> 0,5%) hellingafwaarts vloeien. Dit materiaal beweegt meestal 2 tot 12 cm per jaar hellingafwaarts, maar kan op steilere hellingen tot 1 m per jaar bedragen.